# Bieg Piastów
Bieg Piastów (deutsch: Piastenlauf) ist ein Skimarathon in Polen, der seit 1976 veranstaltet wird und seit Juni 2008 zu den aktuell 20 Volkslangläufen der Worldloppet-Serie gehört. 

## Kurzdarstellung
Das Rennen, benannt nach einer Herrscherdynastie in Polen, wird jährlich Anfang März im östlichen Isergebirge im Loipengebiet von Jakuszyce (Jakobsthal) bei Szklarska Poręba in einer großen Schleife ausgetragen. Es gilt als ältestes Skilanglauf-Ereignis in Polen. Die Anzahl der Teilnehmer hat ständig zugenommen, so dass inzwischen bis zu 5000 Läufer auf die Strecke geschickt werden. Die Veranstaltung steht allerdings im Worldloppet-Kalender fast jedes Jahr in Konkurrenz mit der größten Skilanglauf-Veranstaltung der Welt, dem schwedischen Wasalauf, dessen Hauptlauf traditionell ebenfalls am ersten März-Wochenende stattfindet.
An dem Wettkampfwochenende werden verschiedene Wettläufe ausgetragen: der Hauptlauf führt über 50 km in klassischer Technik, also mit paralleler Skiführung, Nebenläufe aktuell (Stand 2024) über 25 km in klassischer und 30 km in freier Technik. Seit einigen Jahren wird auch ein Kinderlauf über 6 km veranstaltet. In den 1990er Jahren wurden andere Distanzen zurückgelegt, z. B. 10 km und 20 km in freier Technik sowie 50 km klassisch. Am Anfang der 2010er Jahre gab es auch einen für den Erwerb der Worldloppet-Gold-Medaille gültigen Hauptlauf über 50 km in freier Technik. Die Lauflängen wurden ab und zu geändert bzw. an die Schneeverhältnisse angepasst, beispielsweise gab es 2017 Wettbewerbe über 12,5 km, 25 km und 54 km.

## Siegerliste der Hauptläufe
| Jahr | Strecke                      | Sieger                                          | Nationalität                                    | Zeit (h)                                        | Siegerin                                        | Nationalität                                    | Zeit (h)                                        |
| ---- | ---------------------------- | ----------------------------------------------- | ----------------------------------------------- | ----------------------------------------------- | ----------------------------------------------- | ----------------------------------------------- | ----------------------------------------------- |
| 2025 | 42 km klassisch              | Thomas Bing                                     | Deutschland                                     | 1:49:37                                         | Tereza Hujerová                                 | Tschechien                                      | 2:04:45                                         |
| 2024 | wegen Schneemangels abgesagt | wegen Schneemangels abgesagt                    | wegen Schneemangels abgesagt                    | wegen Schneemangels abgesagt                    | wegen Schneemangels abgesagt                    | wegen Schneemangels abgesagt                    | wegen Schneemangels abgesagt                    |
| 2023 | 50 km klassisch              | Michał Skowron -2-                              | Polen                                           | 2:21:36                                         | Adéla Boudíková -3-                             | Tschechien                                      | 2:35:46                                         |
| 2022 | 50 km klassisch              | Michał Skowron                                  | Polen                                           | 2:34:24                                         | Adéla Boudíková -2-                             | Tschechien                                      | 2:47:25                                         |
| 2021 | 50 km klassisch              | wegen der COVID-19-Pandemie virtuell abgehalten | wegen der COVID-19-Pandemie virtuell abgehalten | wegen der COVID-19-Pandemie virtuell abgehalten | wegen der COVID-19-Pandemie virtuell abgehalten | wegen der COVID-19-Pandemie virtuell abgehalten | wegen der COVID-19-Pandemie virtuell abgehalten |
| 2021 | 50 km Freistil               | wegen der COVID-19-Pandemie virtuell abgehalten | wegen der COVID-19-Pandemie virtuell abgehalten | wegen der COVID-19-Pandemie virtuell abgehalten | wegen der COVID-19-Pandemie virtuell abgehalten | wegen der COVID-19-Pandemie virtuell abgehalten | wegen der COVID-19-Pandemie virtuell abgehalten |
| 2020 | 42 km klassisch              | Dominik Bury                                    | Polen                                           | 2:07:17                                         | Klára Moravcová                                 | Tschechien                                      | 2:22:45                                         |
| 2019 | 50 km klassisch              | Pavel Ondrášek -2-                              | Tschechien                                      | 2:19:39                                         | Justyna Kowalczyk -2-                           | Polen                                           | 2:19:03                                         |
| 2018 | 50 km klassisch              | Jiří Ročárek -3-                                | Tschechien                                      | 2:16:41                                         | Monique Siegel                                  | Deutschland                                     | 2:32:01                                         |
| 2017 | 50 km klassisch              | Pavel Ondrášek                                  | Tschechien                                      | 2:27:35                                         | Justyna Kowalczyk                               | Polen                                           | 2:34:08                                         |
| 2016 | 50,5 km klassisch            | Toni Livers                                     | Schweiz                                         | 2:18:42                                         | Adéla Boudíková                                 | Tschechien                                      | 2:35:02                                         |
| 2015 | 50 km klassisch              | Petr Novák -5-                                  | Tschechien                                      | 2:19:19                                         | Tatjana Mannima                                 | Estland                                         | 2:43:05                                         |
| 2014 | 10 km klassisch              | Benjamin Seifert                                | Deutschland                                     | 0:24:27                                         | Natalia Grzebisz                                | Polen                                           | 0:30:10                                         |
| 2013 | 50 km klassisch              | Petr Novák -4-                                  | Tschechien                                      | 2:20:25                                         | Zuzana Kocumová -2-                             | Tschechien                                      | 2:41:37                                         |
| 2012 | 50 km klassisch              | Mariusz Michałek                                | Polen                                           | 2:13:07                                         | Martina Chrástková -2-                          | Tschechien                                      | 2:34:09                                         |
| 2012 | 50 km Freistil               | Toni Escher                                     | Deutschland                                     | 2:04:19                                         | Alena Sannikova                                 | Belarus                                         | 2:07:46                                         |
| 2011 | 50 km klassisch              | Viktor Novotny                                  | Österreich                                      | 2:16:21                                         | Martina Chrástková                              | Tschechien                                      | 2:17:24                                         |
| 2011 | 50 km Freistil               | Jiří Ročárek -2-                                | Tschechien                                      | 1:55:58                                         | Helena Randáková                                | Tschechien                                      | 2:07:46                                         |
| 2010 | 50 km klassisch              | Petr Novák -3-                                  | Tschechien                                      | 2:12:35                                         | Kamila Rajdlová                                 | Tschechien                                      | 2:23:58                                         |
| 2010 | 50 km Freistil               | Jiří Ročárek                                    | Tschechien                                      | 1:55:01                                         | Marina Petruk                                   | Russland                                        | 2:31:10                                         |
| 2009 | 50 km klassisch              | Stanislav Řezáč -3-                             | Tschechien                                      | 2:17:01                                         | Zuzana Kocumová                                 | Tschechien                                      | 2:43:30                                         |
| 2008 | 33 km klassisch              | Petr Novák -2-                                  | Tschechien                                      | 1:28:30                                         | Eva Nývltová                                    | Tschechien                                      | 1:35:40                                         |
| 2007 | 50 km klassisch              | Petr Novák                                      | Tschechien                                      | 2:17:07                                         | Evgenia Medvedeva                               | Belarus                                         | 2:27:40                                         |

Quelle: 